# Nezařazení (Evropský parlament)
Nezařazení – často je také používáno francouzské non-inscrits, NI (anglicky Non-Attached Members, NA) – je zkrácené ale běžné označení pro nezařazené poslance v žádné ze skupin (frakcí) Evropského parlamentu.
V Evropském parlamentu je aktuálně celkem 15 poslanců nezařazených.

## Seznam nezařazených (2019–2024)
| Stát       | Počet poslanců | Národní strana                  | Europoslanci               |
| ---------- | -------------- | ------------------------------- | -------------------------- |
| Belgie     | 1              | nezávislý                       | Marc Tarabella             |
| Chorvatsko | 1              | nezávislý                       | Mislav Kolakušić           |
| Chorvatsko | 1              | Klíč Chorvatska                 | Ivan Vilibor Sinčić        |
| Francie    | 2              | Reconquête!(R!)                 | Nicolas Bay                |
| Francie    | 2              | Reconquête!(R!)                 | Gillbert Collard           |
| Francie    | 1              | Národní sdružení (RN)           | Hervé Juvin                |
| Francie    | 2              | nezávislí                       | Maxette Pirbakas           |
| Francie    | 2              | nezávislí                       | Jérôme Rivière             |
| Německo    | 1              | Die PARTEI                      | Martin Sonneborn           |
| Německo    | 1              | Zentrum                         | Jörg Meuthen               |
| Německo    | 1              | nezávislý                       | Martin Buschmann           |
| Řecko      | 2              | Komunistická strana Řecka       | Lefteris Nikolaou-Alavanos |
| Řecko      | 2              | Komunistická strana Řecka       | Kostas Papadakis           |
| Řecko      | 3              | nezávislí                       | Eva Kailiová               |
| Řecko      | 3              | nezávislí                       | Athanasios Konstantinou    |
| Řecko      | 3              | nezávislí                       | Ioannis Lagos              |
| Maďarsko   | 12             | Fidesz – Maďarská občanská unie | Andrea Bocskorová          |
| Maďarsko   | 12             | Fidesz – Maďarská občanská unie | Andor Deli                 |
| Maďarsko   | 12             | Fidesz – Maďarská občanská unie | Tamás Deutsch              |
| Maďarsko   | 12             | Fidesz – Maďarská občanská unie | Kinga Gálová               |
| Maďarsko   | 12             | Fidesz – Maďarská občanská unie | Enikő Győri                |
| Maďarsko   | 12             | Fidesz – Maďarská občanská unie | András Gyürk               |
| Maďarsko   | 12             | Fidesz – Maďarská občanská unie | Balázs Hidvéghi            |
| Maďarsko   | 12             | Fidesz – Maďarská občanská unie | Lívia Járóková             |
| Maďarsko   | 12             | Fidesz – Maďarská občanská unie | Ádám Kósa                  |
| Maďarsko   | 12             | Fidesz – Maďarská občanská unie | Ernő Schaller-Baross       |
| Maďarsko   | 12             | Fidesz – Maďarská občanská unie | Edina Tóth                 |
| Maďarsko   | 12             | Fidesz – Maďarská občanská unie | László Trócsányi           |
| Maďarsko   | 1              | Jobbik                          | Márton Gyöngyösi           |
| Itálie     | 6              | Hnutí pěti hvězd                | Tiziana Beghinová          |
| Itálie     | 6              | Hnutí pěti hvězd                | Fabio Massimo Castaldo     |
| Itálie     | 6              | Hnutí pěti hvězd                | Maria Angela Danzì         |
| Itálie     | 6              | Hnutí pěti hvězd                | Laura Ferraraová           |
| Itálie     | 6              | Hnutí pěti hvězd                | Mario Furore               |
| Itálie     | 6              | Hnutí pěti hvězd                | Sabrina Pignedoliová       |
| Itálie     | 1              | Demokratická strana             | Andrea Cozzolino           |
| Itálie     | 2              | nezávislí                       | Franceska Donatová         |
| Itálie     | 2              | nezávislí                       | Dino Giarrusso             |
| Lotyšsko   | 1              | Lotyšská ruská unie             | Tatjana Ždanoka            |
| Litva      | 1              | Strana práce                    | Viktor Uspaskich           |
| Nizozemsko | 1              | Fórum pro demokracii            | Marcel De Graff            |
| Slovensko  | 1              | Slovenský PATRIOT               | Miroslav Radačovský        |
| Slovensko  | 1              | REPUBLIKA                       | Milan Uhrík                |
| Španělsko  | 3              | Spolu pro Katalánsko            | Antoni Comín               |
| Španělsko  | 3              | Spolu pro Katalánsko            | Clara Ponsatíová           |
| Španělsko  | 3              | Spolu pro Katalánsko            | Carles Puigdemont          |

## Seznam nezařazených (2014–2019)
| Stát               | Počet poslanců | Národní strana                            | Europoslanci                |
| ------------------ | -------------- | ----------------------------------------- | --------------------------- |
| Francie            | 2              | Národní fronta (FN)                       |                             |
| Francie            | 2              | Národní fronta (FN)                       | Bruno Gollnisch             |
| Francie            | 2              | Národní fronta (FN)                       | Jean-Marie Le Pen           |
| Německo            | 1              | Die PARTEI                                | Martin Sonnenborn           |
| Německo            | 1              | Nationaldemokratische Partei Deutschlands | Udo Voigt                   |
| Řecko              | 3              | Zlatý úsvit                               | Georgios Epitideios         |
| Řecko              | 3              | Zlatý úsvit                               | Lambros Foundoulis          |
| Řecko              | 3              | Zlatý úsvit                               | Eleftherios Synadinos       |
| Řecko              | 2              | Komunistická strana Řecka                 | Konstantinos Papadakis      |
| Řecko              | 2              | Komunistická strana Řecka                 | Sotirios Zarianopoulos      |
| Maďarsko           | 3              | Jobbik                                    | Zoltán Balczó               |
| Maďarsko           | 3              | Jobbik                                    | Béla Kovács                 |
| Maďarsko           | 3              | Jobbik                                    | Krisztina Morvai            |
| Polsko             | 1              | KORWIN                                    | Janusz Korwin-Mikke         |
| Španělsko          | 1              | Partido Socialista Obrero Español         | Juan Fernando López Aguilar |
| Spojené království | 1              | Demokratická unionistická strana          | Diane Dodds                 |